# Tropas de Asalto Aéreo de Ucrania
Las Tropas de Asalto Aéreo de Ucrania (en ucraniano: Десантно-штурмові війська України; TR: Desantno-Schturmovi viis´ka Ukrainy) es una de las ramas que forman las Fuerzas Armadas de Ucrania, que está destinada a la cobertura vertical del enemigo y las acciones en su retaguardia, que incluye unidades aerotransportadas, móviles y de asalto. Hasta 2015, este cuerpo era parte de las Fuerzas Terrestres de Ucrania.
Las Tropas de Asalto Aéreo están diseñadas para llevar a cabo misiones de combate en la retaguardia táctica y operativa del enemigo que no pueden ser realizadas por otras fuerzas, así como para operaciones de defensa, contraofensivas, especiales, antiterroristas y de mantenimiento de la paz. Estas unidades están en constante preparación para el combate y son el tipo más versátil para realizar cualquier tarea en diferentes condiciones.

## Historia
El origen de las Fuerzas de Asalto Aéreo se encuentra en las unidades de las Tropas Aerotransportadas de la Unión Soviética que fueron transferidas a Ucrania tras la disolución de la URSS. Ucrania recibió dos divisiones y tres brigadas aerotransportadas, que en 1995 fueron reorganizadas en dos brigadas aeromóviles durante un proceso de reducción de la fuerza terrestre.

## Estructura
Las principales unidades que forman las Fuerzas de Asalto Aéreo son:
| Insignia | Unidad                                         | Cuartel general                       |
| -------- | ---------------------------------------------- | ------------------------------------- |
|          | 25ª Brigada Aerotransportada                   | Hvardiiske (Óblast de Dnipropetrovsk) |
|          | 45ª Brigada de Asalto Aéreo                    | Bolhrad (Óblast de Odesa)             |
|          | 46ª Brigada de Asalto Aéreo                    | Poltava (Óblast de Poltava)           |
|          | 79ª Brigada de Asalto Aéreo                    | Mikolaiv (Óblast de Mikolaiv)         |
|          | 80ª Brigada de Asalto Aéreo                    | Leópolis (Óblast de Leópolis)         |
|          | 81ª Brigada Aeromóvil                          | Druzhkivka (Óblast de Donetsk)        |
|          | 95ª Brigada de Asalto Aéreo                    | Zhitómir (Óblast de Zhitómir)         |
|          | 132.° Batallón de Reconocimiento Independiente | Zhitómir Óblast de Zhitómir           |